# Collégiale Notre-Dame-et-Saint-Loup de Montereau-Fault-Yonne
Pour les articles homonymes, voir Église Saint-Loup.
La collégiale Notre-Dame-et-Saint-Loup de Montereau-Fault-Yonne est une ancienne collégiale située à Montereau-Fault-Yonne, en France.

## Caractéristiques

### Généralités
La collégiale occupe un emplacement proche du confluent entre la Seine et l'Yonne, dans le nord-est de la commune de Montereau-Fault-Yonne en Seine-et-Marne.
Il s'agit d'une église au plan en croix latine.

### Mobilier

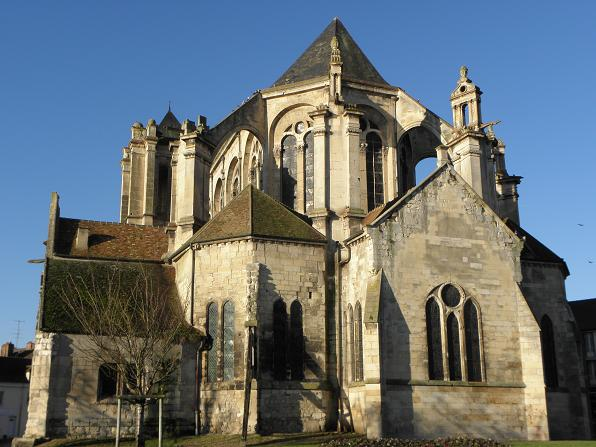
Chevet de la collégiale.

Parmi le mobilier présent dans l'église :
- le retable de l'église, classé monument historique en 1908[1] ;
- le retable de la chapelle du Sacré-Cœur, classé en 1967[2] ;
- des vantaux de bois, classés en 1955[3] ;
- une statue de la Vierge à l'Enfant, classée en 1944[4] ;
- un tableau représentant la Mise au tombeau, œuvre de Frère Luc (XVIIe siècle), classé en 1995[5] ;
- un fauteuil de célébrant et deux tabourets en acajou, classés en 1980[6].

## Historique
En 1195, Michel de Corbeil, archevêque de Sens, fonde un chapitre de neuf chanoines. L'érection d'un lieu de culte qui leur est propre est alors entreprise à Montereau-Fault-Yonne. La construction se déroule en plusieurs étapes : la tour nord entre le XIIe et XIVe siècles, la nef au XIIIe siècle, le bas-côté nord au XIVe siècle, le bas-côté sud au XVIe siècle,. L'église est collégiale du chapitre Notre-Dame, l'une de ses chapelles servant de paroisse à Montereau.
En 1419, après son assassinat sur le pont de Montereau, Jean sans Peur et son serviteur Archambaud de Foix sont provisoirement enterrés dans l'église.
En 1772, l'archevêque de Sens Paul d'Albert de Luynes supprime le chapitre et la collégiale devient simple église paroissiale. Elle prend le nom de Notre-Dame-et-Saint-Loup.
L'édifice est classé comme monument historique en 1840, protection supprimée en 1880 ; il est à nouveau classé en 1908.
En juin 1940, elle est gravement endommagée par des bombardements visant les ponts sur l'Yonne et sur la Seine.